# Westport Town Farm
Die Westport Town Farm ist ein 40 Acres (16,2 ha) umfassendes Naturschutzgebiet bei der Stadt Westport im Bundesstaat Massachusetts der Vereinigten Staaten. Es wird von der Organisation The Trustees of Reservations verwaltet.

## Geschichte
Seit Beginn der Kolonialzeit wurde das Gelände kommerziell für landwirtschaftliche Zwecke genutzt, bis es Mitte des 19. Jahrhunderts zu einem Rückzugsort für kranke und bedürftige Menschen umfunktioniert wurde. Der Betrieb wurde parallel dazu weitergeführt, und für mehr als 100 Jahre bot die bald als Town Farm bekannte Einrichtung Obdach für Alte und Schwache sowie für Waisen und Vagabunden; so kam die taubstumme Lurana Manchester im Alter von 39 Jahren auf die Farm und lebte dort bis zu ihrem Tod mit 92 Jahren. Der Betrieb arbeitete erfolgreich bis in das 20. Jahrhundert hinein, verlor jedoch mit der Zunahme staatlicher humanitärer Programme wie bspw. dem New Deal stetig an Bedeutung und musste schließlich im Jahr 1956 schließen. Mehr als 30 Jahre lang arbeiteten anschließend Freiwillige engagiert daran, das Grundstück vor dem Verfall und der Bebauung zu schützen. Heute wird es gemeinsam von der Stadt Westport und den Trustees of Reservations für die Öffentlichkeit bewahrt.

## Schutzgebiet
Die unmittelbar an der Küste gelegene Farm bietet Besuchern verschiedene Sehenswürdigkeiten. Dazu zählen das aus der Kolonialzeit erhaltene Haupthaus, mehrere Nebengebäude, sowie ausgedehnte Steinwälle. Der durch das Schutzgebiet fließende Westport River versorgt eine der größten Flächen mit Brackwasser-Gezeiten-Marschland in Massachusetts und zieht Möwen und Fischadler an, die nach Krabben und kleinen Fischen suchen. Ein etwa 1 mi (1,6 km) langer Rundweg führt durch das Gebiet. Seit Herbst 2008 betreiben die Trustees auf dem Farmgelände zudem einen Gemeinschaftsgarten, dessen Erträge Bedürftigen zur Verfügung gestellt werden.